# Pierre Chanlaine
Pierre Chanlaine, pseudonyme de Pierre Wunstel, né  le 27 juillet 1885 à Paris (10e)  (Seine) et mort le 5 décembre 1969 à Paris (16e), est un homme de lettres, romancier prolifique et journaliste.
Il a participé activement grâce à la publication d'articles de journaux, à la réhabilitation du village fortifié de l'Île d'Aix, remparts et maisons et a été président de l'Association des écrivains combattants.

## Biographie
Fils de Joseph Wunstel, négociant, et de Rosalie-Alexandrine Ernis, Pierre Wunstel entre à l'école spéciale militaire de Saint-Cyr après son baccalauréat. Il quitte l'armée. En 1912, il est rédacteur au ministère de la Guerre, jusqu'à sa mobilisation comme lieutenant en 1914. Promu capitaine en 1915, il obtient la croix de guerre avec deux citations ainsi que les croix de guerre italienne et serbe. Il est nommé chevalier de la Légion d'honneur en 1927 (décoré par le général Henrys), promu officier en 1935 (décoré par Claude Farrère) et enfin commandeur en 1947 (décoré par Émile Borel).
Après la Seconde Guerre mondiale, Chanlaine se consacre intégralement à sa carrière d'homme de lettres. Il fut en outre président de l'association des Écrivains combattants et vice-président de la Société des gens de lettres.
Il est enterré au Cimetière du Père-Lachaise (division 86).

### Vie privée
Il épouse le 22 décembre 1908 Andrée Louise Félicie Émilie  Lex à Paris 8e, puis le 27 août 1921 se remarie à Paris 5e avec Joséphine Thérèse Françoise Geneviève Granger.

## Décorations
- Commandeur de la Légion d'honneur (1947)
- Croix de guerre 1914–1918
- Croix du combattant
- Commandeur de l'ordre du Mérite combattant (1954)[3]
- Croix du Mérite de Guerre (Italie)
- Médaille de la Bravoure (Serbie)